# Artinite
L'artinite è un minerale, un carbonato idrato di magnesio.
Individuata nel 1902 in Val Malenco e caratterizzata dal mineralogista dell'Università di Pavia Luigi Brugnatelli (9 dicembre 1859 - 27 aprile 1928), la roccia prende il nome da Ettore Artini (1866 - 1928), suo collega dell'Università di Milano, che in seguito gli restituì il favore dedicandogli la brugnatellite, da lui descritta nel 1909. Il cloruro analogo dell'artinite è la chlorartinite.

## Morfologia
In masse botrioidali o globulari composti da sottili cristalli aciculari. A volte presente anche in incrostazioni.
Quando si presenta in aggregati raggiati di cristalli millimetrici e di color bianco candido, il minerale riveste notevole interesse collezionistico. I cristalli sono monoclini aghiformi e fibrosi.

## Origine e giacitura
L'origine del minerale è secondaria, dovuta all'alterazione di rocce serpentinose, provocata da acque carbonatiche; la paragenesi è con idromagnesite, brucite, calcite e aragonite.
Il minerale si può trovare entro marmi formatisi mediante processi termometamorfici.

## Caratteri fisico-chimici
È solubile, con viva effervescenza, nell'acido cloridrico diluito; per riscaldamento perde acqua. Solubile con effervescenza anche in altri acidi, è infusibile. Fragile.

## Località di ritrovamento
- In Europa: si trova a Gulsen, presso Kraubath, in Austria[2];
  - In Italia: incrosta molte fessure delle serpentiniti al colle di Fubina, nel comune di Viù, nelle Valli di Lanzo; a Campo Franscia ed in Val Brutta, nel territorio di Lanzada, in provincia di Sondrio.

Nella Valmalenco dove il minerale fu scoperto nel 1902 da Pietro Sigismund, collezionista di minerali valtellinesi e successivamente studiato da Luigi Brugnatelli, professore dell'Università di Pavia che dedicò il nome del minerale ad Ettore Artini mineralogista e direttore del Museo civico di storia naturale di Milano.
È presente nel giacimento di magnetite di Liconi, nel comune di Cogne, in Valle d'Aosta;
nelle cave di amianto alla base del monte Fobé ad Emarèse e a Saint-Vincent associato a idromagnesite trovato durante la costruzione del tratto della autostrada A 5 tra Ivrea ed Aosta, sempre in Valle d'Aosta.
Si trova in bei campioni e in relativa abbondanza alla Rocca Castellaccio, nel comune di Torre di Santa Maria. È presente anche in Val d'Astico, nel Vicentino nelle cave di marmo di Pedescala e Cogollo del Cengio.
In Liguria l'artinite è segnalata nella cava di monte Ramazzo sopra Borzoli, in provincia di Genova ed a Carro, comune in provincia della Spezia.
- Negli Stati Uniti: Contea di San Benito (California), Hoboken (New Jersey),[2] in forma di bei cristalli aciculari. Associata a brucite e idromagnesite compare nelle rocce ultrabasiche di Luning, nel Nevada e nel Vermont.